# ملكة (بهمنشير الجنوبي)
ملكة (بالفارسية: ملاکه) هي قرية تقع في إيران في قسم بهمنشير الجنوبي الريفي. يقدر عدد سكانها بـ 641 نسمة بحسب إحصاء 2016.